# Anoplodermatinos
Anoplodermatinos é uma tribo de coleópteros da subfamília Anoplodermatinae, na qual compreende 19 espécies em seis gêneros; distribuídos pela Argentina, Bolívia, Brasil, Chile, Paraguai e Peru.

## Gêneros
- Acanthomigdolus (Bruch, 1941)
- Anoploderma (Guérin-Méneville, 1840)
- Cherrocrius (Berg, 1898)
- Migdolus (Westwood, 1863)
- Paramigdolus (Dias, 1986)
- Sypilus (Guérin-Méneville, 1840)